# Anoplischiopsis bivittatus
Anoplischiopsis bivittatus – gatunek chrząszcza z rodziny sprężykowatych.
Chrząszcz ten osiąga długość pomiędzy  6,8 oraz 7,3 mm.
Większa część jego ciała jest koloru brązowego. Wyróżniają się tutaj odnóża, tylne kąty przedplecza i podłużny pas na skrzydłach: mają one barwę żółtą. Jego ciało pokrywa gęste, długie, cienkie owłosienie, które nie odróżnia się barwą.
Cechuje się on łódkowatym czołem, o szerokości większej od długości. Jego przedni brzeg jest zaokrąglony. Czułki składają się z 11 segmentów. Drugi segment ma kształt okrągły, a trzeci − cylindryczny. Jego długość jest mniejsza, niż czwartego segmentu. Ostatni zwęża się apikalnie. Górna warga półeliptyczna, o długich setach.
Przedplecze, o szerokości większej od długości, zwęża się na przedzie. Pokrywy skrzydeł cechują się tylko umiarkowaną wypukłością, zwężają się w swej dalszej części.
Na goleniach widnieją ostrogi o znacznej długości.
Chrząszcza zbadano dzięki materiałowi pochodzącemu z Kostaryki.